# The 30th Anniversary Celebration
The 30th Anniversary Celebration és un EP en directe realitzat per la banda estatunidenca Metallica. L'EP fou enregistrat en directe els dies 9 i 10 de novembre de 2011 al Fillmore Theatre, San Francisco (Estats Units). La banda va celebrar el seu 30è aniversari amb quatre espectacles en aquest recinte, que foren exclusius per membres del seu club de fans, Met Club, al preu de 6$ (o 19,81 pels quatre dies). Aquests concerts consistien en diverses cançons del llarg de la seva trajectòria amb algun convidat especial que van ajudar o influenciar la banda com Dave Mustaine, Jason Newsted, Glenn Danzig, Ozzy Osbourne, Jerry Cantrell, Rob Halford, Apocalyptica, membres de Diamond Head o King Diamond.

## Llista de cançons
| Núm.          | Títol                                                                  | Lletra                                                           | Durada |
| ------------- | ---------------------------------------------------------------------- | ---------------------------------------------------------------- | ------ |
| 1.            | «So What?» (featuring Nick "Animal" Kulmer; Anti-Nowhere League cover) | Nick "Animal" Kulmer, Chris "Magoo" Exall, Clive "Winston" Blake | 4:33   |
| 2.            | «Through the Never»                                                    | Hetfield, Hammett, Ulrich                                        | 3:43   |
| Durada total: | Durada total:                                                          | Durada total:                                                    | 8:17   |

## Crèdits
- Kirk Hammett – guitarra solista
- James Hetfield – cantant, guitarra rítmica
- Robert Trujillo – baix
- Lars Ulrich – bateria